# Spyrydon Tscherkassenko

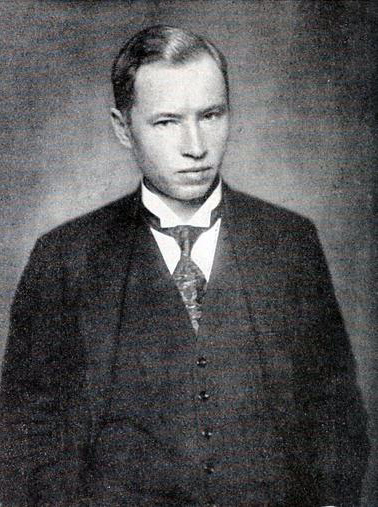
Spyrydon Tscherkassenko

Spyrydon Feodosijowytsch Tscherkassenko (ukrainisch Спиридон Феодосійович Черкасенко; * 12. Dezemberjul. / 24. Dezember 1876greg. in Nowyj Buh, Gouvernement Cherson, Russisches Kaiserreich; † 8. Februar 1940 in Prag, Protektorat Böhmen und Mähren, Deutsches Reich) war ein ukrainischer Schriftsteller, Dramatiker und Lehrer, der seine Werke unter zahlreichen Pseudonymen publizierte.

## Leben
Spyrydon Tscherkassenko kam als Kind einer Bauernfamilie zur Welt. Er besuchte die Schule seines Geburtsortes und schloss 1895 ein Lehrerseminar ab. Da ihm in der Schule keine Kenntnisse der ukrainischen Sprache und Literatur vermittelt wurden, schrieb er seine ersten Gedichte noch in russischer Sprache. Nach 1895 war er als Lehrer an öffentlichen Schulen in den Dörfern Nowopawliwka, Wassyliwka, Uljaniwka und Juchiw (Юхів) des Gouvernement Jekaterinoslaw tätig.
1901 erlangte er eine dauerhaftere Anstellung als Lehrer in Lidijewskije rudniki (russisch Лидиевские рудники, heute Donezk). Hier unterrichtete er neun Jahre lang die Kinder der Bergarbeiter, was ihm die Möglichkeit gab, den Alltag der Bergarbeiter ausführlich zu beobachten, was sich in seinen Gedichten, Geschichten und Theaterstücken widerspiegelte.
Tscherkassenko war an der Gründung der Allukrainischen Union der Lehrer beteiligt und war 1906 als Vertreter der ukrainischen Delegation beim dritten Delegiertenkongress in Finnland. Nach einem 1908 veröffentlichten und 1909 verbotenen Drama mit anti-imperialen Inhalt wurde er für einen Monat inhaftiert und ihm das Lehrrecht entzogen.
Ab 1910 arbeitete er in Kiew, wo er als Zeitungsmitarbeiter tätig war und Satiren, Kurzgeschichten und Zeitungsartikel schrieb und veröffentlichte. Nachdem zu Kriegsbeginn alle ukrainischen Zeitschriften geschlossen wurden, arbeitete er in verschiedenen administrativen Positionen am Theater von Mykola Sadowskyj und war so an der Organisation des ukrainischen Theaterlebens in Kiew beteiligt. 1917/18 war er am Inhalt und Druck ukrainischer Schulbücher beteiligt. Mit dem Theater Sadowskyj, inzwischen das Staatstheater der Ukrainischen Volksrepublik, floh er vor den Bolschewiki 1919 nach Kamjanez-Podilskyj  und wurde dort vom Bildungsministerium der Ukrainischen Volksrepublik nach Wien gesandt, um Schulbücher für die ukrainischen Schulen vorzubereiten. So studierte er die Schulausbildung in der Tschechoslowakei, Österreich und Deutschland und ging dann nach Wien, um bei verschiedenen Verlagen ukrainische Bücher zusammenzustellen und herauszugeben.
Anschließend ging der Schriftsteller nach Uschhorod und war dort, zusammen mit Mykola Sadowskyj, an der Gründung des ersten professionellen Theaters in Transkarpatien beteiligt. Er musste jedoch 1932 die Stadt auf Druck der Behörden wieder verlassen und ließ sich im Dorf Gornji Chernoshytse am südwestlichen Stadtrand von Prag nieder, wo er in ärmlichen Verhältnissen in einem einfachen Hotelzimmer lebte.
Im Ausland setzte sich der Dichter literarische Tätigkeit fort, musste aber auch miterleben, wie in der Ukraine der Holodomor zu großen Leiden führte und die ukrainische Kultur unterdrückt und zerstört wurde. Nach dem Tod seines Sohnes, der 1939 in der Karpatenukraine fiel, erkrankte er schwer und starb 63-jährig im Februar 1940.